# Ermida (Vila Real)
Ermida e uma povoação portuguesa do Município de Vila Real, situada na margem esquerda do Rio Corgo, que foi sede da extinta Freguesia de Ermida, freguesia que tinha 6,91 km² de área e 419 habitantes (2011). 
A Freguesia de Ermida foi extinta (agregada) pela reorganização administrativa de 2012/2013, tendo o seu território sido integrado na então criada União das Freguesias de Nogueira e Ermida.
Além da sede, a Freguesia de Ermida incluía no seu território os seguintes lugares, todos situados na margem esquerda do Corgo: Carrazedo, Carvalho, Para Pomba, Pai Corrão, Penelas (aldeia partilhada com a vizinha freguesia de Folhadela) e Vale de Ermida.

## População
| População da freguesia da Ermida (1801–2011) | População da freguesia da Ermida (1801–2011) | População da freguesia da Ermida (1801–2011) | População da freguesia da Ermida (1801–2011) | População da freguesia da Ermida (1801–2011) | População da freguesia da Ermida (1801–2011) | População da freguesia da Ermida (1801–2011) | População da freguesia da Ermida (1801–2011) | População da freguesia da Ermida (1801–2011) | População da freguesia da Ermida (1801–2011) | População da freguesia da Ermida (1801–2011) | População da freguesia da Ermida (1801–2011) | População da freguesia da Ermida (1801–2011) | População da freguesia da Ermida (1801–2011) | População da freguesia da Ermida (1801–2011) | População da freguesia da Ermida (1801–2011) | População da freguesia da Ermida (1801–2011) |
| 1801                                         | 1849                                         | 1864                                         | 1878                                         | 1890                                         | 1900                                         | 1911                                         | 1920                                         | 1930                                         | 1940                                         | 1950                                         | 1960                                         | 1970                                         | 1981                                         | 1991                                         | 2001                                         | 2011                                         |
| -------------------------------------------- | -------------------------------------------- | -------------------------------------------- | -------------------------------------------- | -------------------------------------------- | -------------------------------------------- | -------------------------------------------- | -------------------------------------------- | -------------------------------------------- | -------------------------------------------- | -------------------------------------------- | -------------------------------------------- | -------------------------------------------- | -------------------------------------------- | -------------------------------------------- | -------------------------------------------- | -------------------------------------------- |
| 480                                          | 527                                          | 689                                          | 704                                          | 566                                          | 500                                          | 509                                          | 623                                          | 700                                          | 760                                          | 782                                          | 752                                          | 650                                          | 764                                          | 622                                          | 546                                          | 419                                          |

| Distribuição da População por Grupos Etários em 2001 e 2011 | Distribuição da População por Grupos Etários em 2001 e 2011 | Distribuição da População por Grupos Etários em 2001 e 2011 | Distribuição da População por Grupos Etários em 2001 e 2011 | Distribuição da População por Grupos Etários em 2001 e 2011 | Distribuição da População por Grupos Etários em 2001 e 2011 | Distribuição da População por Grupos Etários em 2001 e 2011 | Distribuição da População por Grupos Etários em 2001 e 2011 | Distribuição da População por Grupos Etários em 2001 e 2011 | Distribuição da População por Grupos Etários em 2001 e 2011 |
| ----------------------------------------------------------- | ----------------------------------------------------------- | ----------------------------------------------------------- | ----------------------------------------------------------- | ----------------------------------------------------------- | ----------------------------------------------------------- | ----------------------------------------------------------- | ----------------------------------------------------------- | ----------------------------------------------------------- | ----------------------------------------------------------- |
| Idade                                                       | 0-14                                                        | 15-24                                                       | 25-64                                                       | > 65                                                        |                                                             | 0-14                                                        | 15-24                                                       | 25-64                                                       | > 65                                                        |
| 2001                                                        | 76                                                          | 80                                                          | 280                                                         | 110                                                         |                                                             | 13,9%                                                       | 14,7%                                                       | 51,3%                                                       | 20,1%                                                       |
| 2011                                                        | 32                                                          | 48                                                          | 229                                                         | 110                                                         |                                                             | 7,6%                                                        | 11,5%                                                       | 54,7%                                                       | 26,3%                                                       |

## História
O primeiro documento conhecido que se lhe refere data de 1133. A terra chamava-se então Santa Comba, situando-se aí um ermitério dessa devoção (Santa Comba do Corgo).
Segundo as Memórias de Vila Real, em 1530 «Povoaçam da Ermida» e Penelas pertenciam à paróquia de Vila Nova (entretanto renomeada de Folhadela), mas na Relação de Vila Real e seu Termo, de 1721, a paróquia/freguesia da Ermida surge já como entidade autónoma, com Penelas como lugar meeiro, isto é, já então era partilhada com Folhadela.
Na sequência da reorganização administrativa ditada pela Lei n.º 22/2012, o seu território foi anexado ao da vizinha freguesia de Nogueira, passando o conjunto a designar-se oficialmente União das Freguesias de Nogueira e Ermida. Assim, "Ermida" foi de facto extinta enquanto designação oficial de freguesia.

## Património Cultural
- Marco granítico n.º 68
- Marco granítico n.º 69
- Marco granítico n.º 70